# Агуаскальентес (город)
Агуаскалье́нтес (исп. Aguascalientes) — город в Мексике, столица штата Агуаскальентес и административный центр одноимённого муниципалитета. Численность населения, по данным переписи 2010 года, составила 722 250 человек.
Название происходит из испанских слов «aguas calientes», обозначающих «горячие воды». Город получил это название из-за обилия горячих источников.

## История
Город был основан 22 октября 1575 года Хуаном де Монторо Родригесом. Город был создан как пост, предлагающий отдых между городами Сакатес и Мехико. Не предполагалось, что поселение будет важным населённым пунктом, однако, город стал столицей штата, а в нём самом проживает более 800 000 жителей.
Он стал главным городом одноимённого штата, когда его территория была выделена из соседнего штата Сакатекас в 1835 году. После отделения от Сакатекаса Агуаскальентес значительно продвинулся в своём развитии, опередив соседей.
Агуаскальентес изначально состоял из четырёх округов:
- Гваделупа, где многие путешественники оставалось во время их пути к столице Мексики. Здесь находятся одни из самых красивых кладбищ Мексики.
- Триана, названный так в честь легендарного округа в Севилье. Испанские традиции здесь проявляются в стиле строений старого города. Здесь находится дом-музей художника Хосе Гуадалупе Посады и великолепная церковь.
- Ла Салюд — большой монастырский комплекс, который, однако остался незаконченным. Построены только церковь, кладбище и площадь в колониальном стиле.
- Сан-Маркос — место, где в течение сотен лет отмечается знаменитый праздник святого Марка. Имеет замечательный неоклассический сад и церковь в стиле барокко.

## Современность
В настоящее время Агуаскальентес состоит из старого города, богатого строениями колониального периода, и периферии, где скоростные автомагистрали разделяют промышленные зоны. Индекс иммиграции в этот штат значительно выше, чем в соседние, что связано с более высоким уровнем жизни.
В настоящее время Агуаскальентес тринадцатый по величине среди городских агломераций Мексики. Здесь расположены предприятия Mercedes-Benz, Nissan, Texas Instruments, Sensata, Flextronics и FANUC Robotics.

## Климат
| Показатель                    | Янв. | Фев. | Март | Апр. | Май  | Июнь | Июль | Авг. | Сен. | Окт. | Нояб. | Дек. | Год  |
| ----------------------------- | ---- | ---- | ---- | ---- | ---- | ---- | ---- | ---- | ---- | ---- | ----- | ---- | ---- |
| Абсолютный максимум, °C       | 29,5 | 32,0 | 34,0 | 36,5 | 39,5 | 40,0 | 36,0 | 34,0 | 36,0 | 32,0 | 31,0  | 29,5 | 40,0 |
| Средний суточный максимум, °C | 22,3 | 24,0 | 26,5 | 29,0 | 30,7 | 29,5 | 27,3 | 27,2 | 26,3 | 25,7 | 24,6  | 22,5 | 26,3 |
| Средняя температура, °C       | 13,4 | 15,0 | 17,5 | 20,3 | 22,4 | 22,5 | 20,9 | 20,8 | 20,1 | 18,5 | 16,0  | 14,0 | 18,5 |
| Средний суточный минимум, °C  | 4,5  | 5,9  | 8,5  | 11,5 | 14,1 | 15,4 | 14,6 | 14,5 | 13,9 | 11,2 | 7,4   | 5,4  | 10,6 |
| Абсолютный минимум, °C        | −6   | −7   | −1   | 1,0  | 4,5  | 6,0  | 6,5  | 9,0  | 5,0  | 0,0  | −5,5  | −5   | −7   |
| Норма осадков, мм             | 14   | 9    | 4    | 8    | 17   | 88   | 119  | 120  | 90   | 35   | 10    | 11   | 530  |
| Источник: SMN                 |      |      |      |      |      |      |      |      |      |      |       |      |      |

## Фотографии

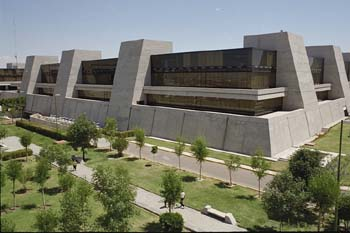
Штаб-квартира INEGI
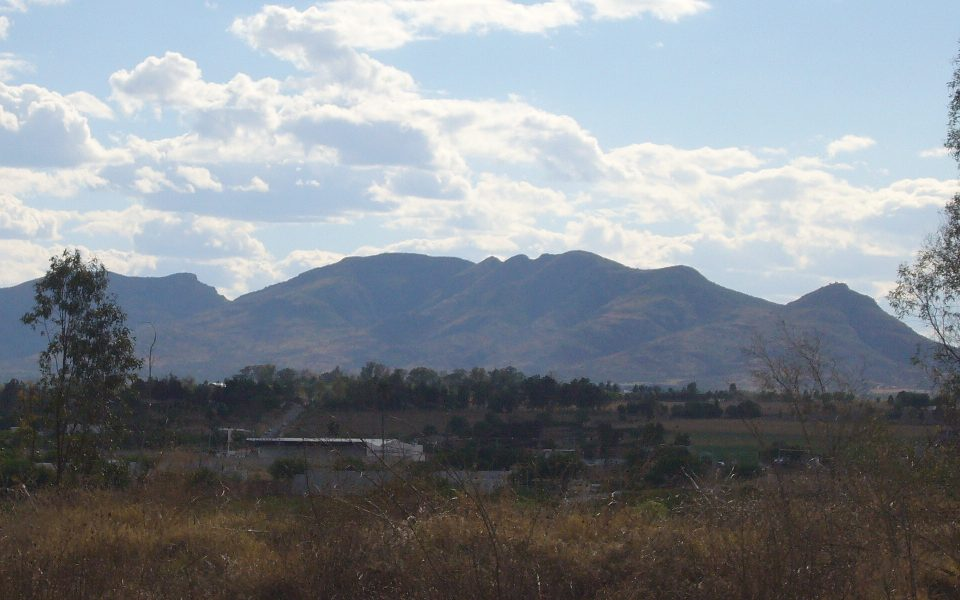
Cerro del Muerto Ags